# Дубраве (Појезерје)
Дубраве су насељено место у саставу општине Појезерје, Дубровачко-неретванска жупанија, Република Хрватска.

## Историја
До територијалне реорганизације у Хрватској налазиле су се у саставу старе општине Метковић.

## Становништво
На попису становништва 2011. године, Дубраве нису имале становника.
| Број становника по пописима | Број становника по пописима | Број становника по пописима | Број становника по пописима | Број становника по пописима | Број становника по пописима | Број становника по пописима | Број становника по пописима | Број становника по пописима | Број становника по пописима | Број становника по пописима | Број становника по пописима | Број становника по пописима | Број становника по пописима | Број становника по пописима | Број становника по пописима |
| --------------------------- | --------------------------- | --------------------------- | --------------------------- | --------------------------- | --------------------------- | --------------------------- | --------------------------- | --------------------------- | --------------------------- | --------------------------- | --------------------------- | --------------------------- | --------------------------- | --------------------------- | --------------------------- |
| 1857                        | 1869                        | 1880                        | 1890                        | 1900                        | 1910                        | 1921                        | 1931                        | 1948                        | 1953                        | 1961                        | 1971                        | 1981                        | 1991                        | 2001                        | 2011                        |
| 0                           | 0                           | 68                          | 0                           | 0                           | 0                           | 0                           | 0                           | 277                         | 298                         | 306                         | 111                         | 2                           | 0                           | 0                           | 0                           |

Напомена: У 1981. смањено издвајањем дела подручја у самостално насеље Кобиљача, а 1991. издвајањем дела насеља у самостално насеље Бречићи. У 1880. названо Дубрава. У 1857. и 1869. те од 1890. до 1931. подаци су садржани у насељу Позла Гора, а од 1948. до 1961. садржи део података за насеље Кобиљача. Као насеље исказује се од 1948. У 1991. и 2001. без становника.

### Попис1991.
На попису становништва 1991. године, насељено место Дубраве није имало становника.